# Euporia (astronomia)
Euporia è un satellite naturale minore del pianeta Giove; è stato scoperto l'11 dicembre 2001 da un gruppo di astronomi dell'Università delle Hawaii composto da Scott Sheppard, David Jewitt e Jan Kleyna ricevendo la designazione provvisoria S/2001 J 10.
L'oggetto è stato battezzato dall'Unione Astronomica Internazionale nel 2003 in onore della figura di Euporia, una delle Ore (rappresentante l'Abbondanza) secondo la mitologia greca. Le Ore erano considerate figlie di Zeus (Giove) e di Temi.

## Parametri orbitali
In base ai suoi parametri orbitali, Euporia è considerata il membro più interno del gruppo di Ananke, che raggruppa i satelliti naturali di Giove irregolari, caratterizzati da un moto retrogrado attorno al pianeta, da semiassi maggiori compresi fra i 19,3 e i 22,7 milioni di km e da inclinazioni orbitali prossime ai 150° rispetto all'eclittica.
Euporia orbita con moto retrogrado intorno a Giove in 550,74 giorni, ad una distanza media di 19.304.000 km. Ha un'eccentricità di 0,1432 e un'inclinazione di 145,8°.
Considerando che abbia un'albedo di 0,04, similmente agli altri membri del gruppo, la sua magnitudine apparente di 23,1 ne fa dedurre un diametro di circa 2 km, che lo rende uno dei più piccoli membri del gruppo. La massa è di conseguenza stimata in circa 1,1 × 1013 kg.

Orbite dei satelliti irregolari di Giove.
Inclinazione dei principali membri del gruppo di Ananke in funzione del semiasse maggiore.